# Stanisław Kętrzyński

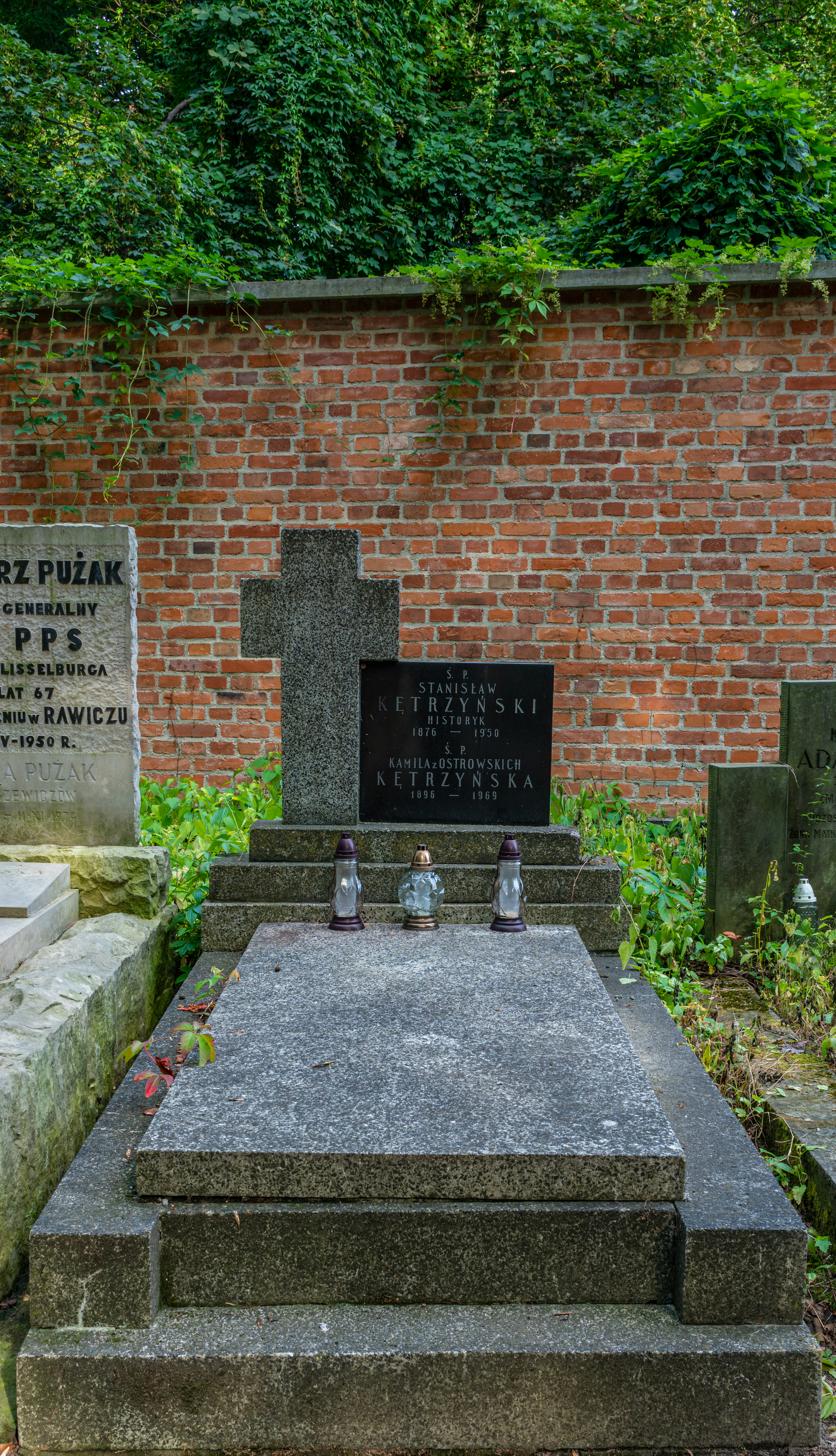
Grób Stanisława Kętrzyńskiego na cmentarzu Powązkowskim

Stanisław Kętrzyński (ur. 10 września 1876 we Lwowie, zm. 26 maja 1950 w Warszawie) – polski historyk, dyplomata, profesor Uniwersytetu Warszawskiego, członek Polskiej Akademii Umiejętności, wolnomularz. Ojciec Wojciecha Kętrzyńskiego.

## Życiorys
Był synem Wojciecha (wybitnego historyka, dyrektora Biblioteki Zakładu Narodowego im. Ossolińskich we Lwowie) i Wincentyny de Rautenberg-Klińskiej. W 1895 ukończył VIII klasę i zdał egzamin dojrzałości w Gimnazjum im. Franciszka Józefa (w jego klasie byli m.in. Wincenty Czernecki, Adam Ferdynand Czyżewicz, Władysław Podlacha). Studiował historię na Uniwersytecie Lwowskim (1895–1899), m.in. u Ludwika Finkla. Uzupełniał studia w Akademii Paleograficznej w Rzymie (1899–1901), na uniwersytecie w Monachium i w École nationale des chartes w Paryżu (1901–1902). W 1900 obronił doktorat na Uniwersytecie Jagiellońskim na podstawie pracy Kazimierz Odnowiciel, 1034–1058, przygotowanej pod kierunkiem Stanisława Smolki. Pracował jako archiwariusz w Archiwum Akt Dawnych w Krakowie, od 1904 był dyrektorem Biblioteki Ordynacji Krasińskich w Warszawie. W latach 1906–1910 wykładał historię Polski na Wydziale Humanistycznym Towarzystwa Kursów Naukowych w Warszawie. Lata 1910–1913 spędził na badaniach archiwalnych w Rzymie. W 1913 habilitował się na Uniwersytecie Jagiellońskim po przedstawieniu pracy O elementach chronologicznych dokumentów Kazimierza Wielkiego (promotor Stanisław Krzyżanowski). W latach 1917–1918 wykładał historię dyplomatyki na Uniwersytecie Jagiellońskim, 1918–1922 był związany z Uniwersytetem Warszawskim – jako docent i od 1920 profesor nadzwyczajny w Katedrze Historii Polski Wieków Średnich i Nauk Pomocniczych Historii. Kierował także Archiwum Akt Dawnych w Warszawie (1919–1920) oraz Archiwum Głównym Akt Dawnych w Warszawie (1919–1920).
W latach 1922–1923 pełnił funkcję dyrektora Departamentu Politycznego Ministerstwa Spraw Zagranicznych; był zwolennikiem liberałów i rządów centrowych, zrezygnował z funkcji w resorcie po objęciu teki przez Romana Dmowskiego. Był następnie posłem RP w Moskwie (1925–1927) i Hadze (1927–1931). W 1932 powrócił do pracy w Katedrze Historii Polski Wieków Średnich i Nauk Pomocniczych Historii Uniwersytetu Warszawskiego, w 1934 objął jej kierownictwo oraz został profesorem zwyczajnym. W latach 1935–1939 prezes Instytutu Naukowo-Badawczego Europy Wschodniej z siedzibą w Wilnie.
W czasie II wojny światowej uczestniczył w tajnym nauczaniu uniwersyteckim w Warszawie (pracował zarazem jako kustosz w Bibliotece Ordynacji Krasińskich); jego księgozbiór naukowy został skonfiskowany przez Niemców, a wiele materiałów spłonęło podczas powstania warszawskiego. Sam Kętrzyński został aresztowany przez gestapo w listopadzie 1943, był więziony na Pawiaku, potem w krakowskim klasztorze św. Michała i w niemieckim obozie koncentracyjnym Auschwitz-Birkenau. Po wojnie pracował krótko na Uniwersytecie Jagiellońskim (1945–1946) i Uniwersytecie Warszawskim (ponownie kierownik Katedry Historii Polski Wieków Średnich i Nauk Pomocniczych Historii 1946–1947). W 1947 przeszedł na emeryturę, zmarł w 1950 po chorobie serca.
Był wolnomularzem.
Od 1908 był członkiem rzeczywistym, od 1930 członkiem zwyczajnym Towarzystwa Naukowego Warszawskiego; w latach 1913–1924 i 1945–1950 przewodniczył Komisji Historycznej TNW. W 1929 został powołany na członka korespondenta Polskiej Akademii Umiejętności, w 1938 – na członka czynnego tej akademii. Należał również do Towarzystwa Naukowego we Lwowie, Polskiego Towarzystwa Heraldycznego, Polskiego Towarzystwa Historycznego; organizował zebrania naukowe Polskiego Towarzystwa Historycznego (z Ludwikiem Kolankowskim) w czasie wojny. W 1946 został laureatem nagrody naukowej Towarzystwa Naukowego Warszawskiego. Był odznaczony m.in. Krzyżem Komandorskim i Krzyżem Komandorskim z Gwiazdą Orderu Odrodzenia Polski oraz holenderskim Orderem Niepodległości. Pochowany na cmentarzu Powązkowskim (kwatera 188-3-32).
Materiały archiwalne Stanisława Kętrzyńskiego znajdują się w PAN Archiwum w Warszawie pod sygnaturą III-33.

## Zainteresowania naukowe
W pracy naukowej Stanisław Kętrzyński zajmował się dyplomatyką, sfragistyką, historią średniowieczną Polski, bibliotekoznawstwem. Badał m.in. genealogię Piastów oraz genezę urzędu kanclerza w Polsce. Zajmował się życiem i działalnością Mieszka I. Na przykładzie analizy pieczęci Przemysława II, Władysława Łokietka i Kazimierza Wielkiego podkreślał rolę sfragistyki w badaniach historycznych. Analizował kronikę Wincentego Kadłubka. Wiele uwagi poświęcił problematyce rozbicia dzielnicowego oraz powstaniu stolicy Polski w Krakowie. Współpracował z pismami „Przegląd Historyczny”, „Przegląd Demokratyczny” oraz wydawnictwem „The Cambridge History of Poland”.

## Uczniowie
Wśród jego uczniów byli m.in. Stanisław Arnold, Aleksander Gieysztor, Jadwiga Karwasińska, Adam Wolff.

## Wybrane publikacje
Ogłosił wiele prac naukowych, m.in.:
- Gall-Anonim i jego kronika (1898)
- O rzekomej wyprawie Władysława Hermana na Szczecin (1899)
- O paliuszu biskupów polskich XI wieku (1902)
- O zaginionym żywocie św. Wojciecha (1902)
- Ze studiów nad Gerwazym z Tilbury (1903)
- O Astryku Anastazym (1906)
- Uwagi i przyczynki nad kancelaryą koronną Kazimierza Jagiellończyka (1912)
- O datach tzw. niejednolitych w dokumentach polskich (1927)
- Do genezy kanclerstwa koronnego (1929)
- Uwagi o pieczęciach Władysława Łokietka i Kazimierza Wielkiego (1929)
- Na marginesie „Genealogii Piastów” O. Balzera (1931)
- Zarys nauki o dokumencie polskim wieków średnich (1934)
- Ze studiów genealogicznych (1934)
- O zaginionej metropolii czasów Bolesława Chrobrego (1947)
- Polska X-XI wieku (1961, redaktor Aleksander Gieysztor)

## Ordery i odznaczenia
- Krzyż Komandorski z Gwiazdą Orderu Odrodzenia Polski (9 listopada 1926)[9][3]
- Krzyż Komandorski Orderu Odrodzenia Polski (2 maja 1923)[10][3]
- Wielka Wstęga Orderu Oranje-Nassau (Holandia, 1932)[11]